# 제38회 아카데미상
제38회 아카데미상은 1966년 4월 18일에 열린 시상식이다. 산타 모니카 시빌 오디토리움에서 개최되었으며 사회자는 밥 호프이다.

## 후보 및 수상

### 작품상
- 사운드 오브 뮤직 - 로버트 와이즈 수상
- 달링 - 조셉 자니
- 닥터 지바고 - 칼로 폰티
- 바보들의 배 - 스탠리 크레이머
- 천 명의 어릿광대 - 프레드 코

### 남우주연상
- 캣 벌루 - 리 마빈 수상
- 오델로 - 로렌스 올리비에
- 전당포 - 로드 스테이거
- 바보들의 배 - 오스카 베르너
- 추운 곳에서 온 스파이 - 리처드 버튼

### 여우주연상
- 달링 - 줄리 크리스티 수상
- 편집광 - 사만다 에가
- 패치 오브 블루 - 엘리자베스 하트먼
- 바보들의 배 - 시몬 시그노레
- 사운드 오브 뮤직 - 줄리 앤드류스

### 남우조연상
- 천 명의 어릿광대 - 마틴 발삼 수상
- 닥터 지바고 - 톰 커트니
- 사막의 기적 - 이안 배넌
- 오델로 - 프랭크 핀레이
- 바보들의 배 - Michael Dunn

### 여우조연상
- 패치 오브 블루 - 쉘리 윈터스 수상
- Inside Daisy Clover - 루스 고든
- 오델로 - 조이스 레드만
- 오델로 - 매기 스미스
- 사운드 오브 뮤직 - 페기 우드

### 감독상
- 사운드 오브 뮤직 - 로버트 와이즈 수상
- 편집광 - 윌리엄 와일러
- 달링 - 존 슐레진저
- 닥터 지바고 - 데이빗 린
- Suna no onna - Hiroshi Teshigahara

### 각본상
- 달링 - 프레더릭 라파엘 수상

### 각색상
- 닥터 지바고 - 로버트 볼트 수상

### 촬영상
- 닥터 지바고 - 프레디 영 수상
- 바보들의 배 - 어니스트 라즐로 수상

### 편집상
- 사운드 오브 뮤직 - 윌리엄 레이놀즈 수상

### 미술상
- 닥터 지바고 - 존 복스 수상
- 바보들의 배 - 로버트 클롯워시 수상

### 의상상
- 닥터 지바고 - 필리스 달톤 수상
- 달링 - 줄리 해리스 수상

### 음악상
- 닥터 지바고 - 모리스 자르 수상

### 주제가상
- 샌드파이퍼 - 쟈니 맨델 수상

### 음향편집상
- 대경주 - Treg Brown 수상

### 음향믹싱상
- 사운드 오브 뮤직 - Robert Tucker 수상

### 시각효과상
- 007 제4탄 - 썬더볼 작전 - John Stears 수상

### 외국어영화상
- 중심가의 상점 - Elmar Klos 수상

### 단편애니메이션상
- The Dot and the Line - Chuck Jones 수상

### 단편영화상
- 치킨 - 클로드 베리 수상

### 장편다큐멘터리상
- 엘리노어 루스벨트 스토리 - 시드니 글라지어 수상

### 단편다큐멘터리상
- To Be Alive! - Francis Thompson 수상

### 공로상
- 밥 호프 수상

### 진 허숄트 박애상
- Edmond L. DePatie 수상

### 어빙 탤버그 상
- 윌리엄 와일러 수상

### 음악스코어링상
- 사운드 오브 뮤직 - Irwin Kostal 수상

## 같이 보기
- 제23회 골든 글로브상
- 제19회 영국 아카데미 영화상